# Mohammad Jamshidi
Mohammad Jamshidi (en persan : محمد جمشیدی), né le 30 juillet 1991 à Chahr-e Kord, est un joueur iranien de basket-ball. Il évolue au poste d'ailier.

## Palmarès
- Champion d'Asie 2013
- Coupe FIBA Asie 2012